# Brendon Urie
Brendon Boyd Urie (St. George, 12 aprile 1987) è un cantante e musicista statunitense.
È stato il leader del gruppo Panic! at the Disco.

## Biografia
Urie nasce nello Utah, a St. George, l'ultimo di cinque fratelli. La famiglia, di credo mormone, si trasferisce a Las Vegas a due anni dalla sua nascita. Urie ha origini polinesiane dalle Hawaii, da parte di sua madre.  La madre insegna pianoforte e suona l'organo per la loro chiesa, e Urie eredita la sua passione per il canto e per la musica. È un ragazzino abbastanza disubbidiente: la notte esce di nascosto dalla sua camera per andare a dei concerti hardcore e partecipare a dei party.
A 13 anni Brendon fu diagnosticato con un forte caso di ADHD, ciò lo costrinse a prendere dei medicinali che però lo facevano sentire come se non si trovasse nel suo stesso corpo, perciò dopo circa un anno smise di assumere tali farmaci.
Dai 14 anni frequenta la Palo Verde High School, dove incontra Brent Wilson, che frequentava la sua medesima classe di chitarra. Wilson chiese a Brendon di provare con il gruppo in cui lui suonava per rimpiazzare il chitarrista che avevano già. Brendon iniziò suonando la chitarra, ma quando gli altri componenti del gruppo lo sentirono cantare, gli chiesero di diventare il cantante.
Dopo essersi impegnato per diverso tempo con il gruppo, i genitori cercarono di incoraggiarlo a scegliere il college in Arizona, ma Brendon rifiutò, e decise di dedicarsi alla musica, finendo per essere cacciato di casa per un mese. Trovò un lavoro al Tropical Smoothie Café per pagarsi una stanza e anche un luogo per le prove della band. Durante varie interviste ha anche ammesso che spesso cantava per i clienti abituali del locale per ottenere delle buone mance da parte di essi. Dopo aver visto le sue esibizioni, i genitori decisero di supportare il figlio nella sua carriera. Sono tuttora in ottimi rapporti.
Nel 2009 si fidanza con Sarah Orzechowski, conosciuta quando ancora era impegnata in una relazione con uno dei membri della band americana Paramore; i due si sposeranno nel 2013.
Nel 2015 dà ufficialmente inizio alla sua carriera come unico membro ufficiale rimasto dei Panic! At The Disco, pubblicando l'album nominato ai Grammy Awards Death of a Bachelor.
Dal 26 maggio al 6 agosto 2017 Brendon prese parte allo spettacolo di Broadway Kinky boots, nel quale interpretò il ruolo del protagonista Charlie Price.
Il 24 gennaio 2023 Brendon Urie ha annunciato lo scioglimento della band tramite un comunicato rilasciato attraverso i canali social.

## Vita privata
Nel 2013 si sposa con la fidanzata Sarah Orzechowski, con cui si era ufficialmente fidanzato nel settembre 2011.
Il 25 febbraio 2017, Brendon annunciò su Twitter il trasferimento dalla sua casa, a causa della continua invasione di privacy da parte di alcuni fan.
Nel 2018 ha fatto coming out come pansessuale.
Nel 2023 Brendon e Sarah annunciano tramite la rete social la gravidanza del loro primo figlio.

## Discografia
| Anno | Titolo                                                              | Album                     |
| ---- | ------------------------------------------------------------------- | ------------------------- |
| 2014 | Love in the Middle of a Firefight (Dillon Francis con Brendon Urie) | Money Sucks, Friends Rule |
| 2018 | Roses (Benny Blanco e Juice Wrld con Brendon Urie)                  | Friends Keep Secrets      |
| 2019 | Me! (Taylor Swift con Brendon Urie)                                 | Lover                     |